# 왕릉 (전한)
왕릉(王陵. ? ~ 기원전 180년)은 중국 진나라 말기, 전한의 인물로, 패현 사람이다. 전한의 개국공신 제12위로, 시호는 안국무후(安國武侯)다.

## 생애
패현의 호족으로, 한 고조가 아직 관직에 나가지 않았을 때에 그를 수하에 두었었다.
고조가 기의하고 함양에 입성할 무렵에는 남양에서 독자적인 세력을 형성하고 고조를 따르지 않았으나, 고조가 서초패왕 항우와 싸울 무렵 한나라에 속했다.
한왕 원년(기원전 205년), 왕릉은 고조가 보낸 설구·왕흡 등과 함께 팽성 대전에서 사로잡힌 고조의 일가족을 구출하려 했으나, 초나라의 저지를 받아 더 진격하지 못했다. 항우는 왕릉의 어머니를 군중으로 불러들이고 후대해 왕릉을 자기 편으로 끌어들이려 했으나, 왕릉의 어머니는 비밀리에 왕릉에게 사자를 보내 고조를 섬기도록 권하고 자결했다. 항우는 노해 왕릉의 어머니를 삶았고, 왕릉은 고조가 중국을 통일하기까지 힘썼다. 그러나 왕릉은 고조의 원수 옹치와 친했고, 고조를 섬긴 것도 본의가 아니어서, 늦게서야 안국후로 봉해졌다.
왕릉은 직언을 좋아했다. 고조가 죽을 무렵, 고황후가 상국 소하의 후임을 묻자 고조는 왕릉을 조참 다음의 인물로 지목됐으나, 우직해 진평의 도움을 받아야 할 것이라고 했다. 혜제 6년(기원전 190년), 상국 조참이 죽자 왕릉은 우승상, 진평은 좌승상이 되었다.
혜제 8년(기원전 188년), 혜제가 붕어하자, 권력을 장악하려는 고황후에게서 여씨들을 왕으로 세우는 것이 어떻겠냐는 질문을 받자, “고황제께서 백마를 베어 맹세하여, ‘유씨가 아닌 자가 왕이 되려거던, 천하는 함께 그자를 쳐라.’라고 하셨습니다. 이제 여씨를 왕으로 세우려는 것은, 이 약속에 어긋납니다.”라며 단호히 거절했다. 고황후는 기뻐하지 않았다. 그러나 진평과 태위 주발은 같은 질문을 받자 가하다고 말했고, 마침내 고황후는 기뻐하며 조회를 파했다. 왕릉은 진평과 주발을 꾸짖었으나, 진평이 대답했다. “얼굴을 맞대고 조정에서 쟁론하는 것은 우리가 당신만 못합니다. 그러나 사직을 온전히 하고 유씨의 뒤를 안정시키는 것은, 당신이 우리만 못합니다.” 왕릉은 대답하지 못했다.
고황후는 왕릉을 폐하려 하여, 겉으로는 태부로 승진시켰으나 실제로는 재상의 실권을 빼앗았다. 왕릉은 분노하여 집으로 돌아가 두문불출하다 10년 후에 죽었다. 시호를 무(武)라 하였고, 작위는 아들 왕기가 이었다.